# 中国人民政治协商会议全国委员会人口资源环境委员会
中国人民政治协商会议全国委员会人口资源环境委员会（简称全国政协人口资源环境委员会），是中国人民政治协商会议全国委员会设立的专门委员会之一。

## 沿革
1998年3月16日政协第九届全国委员会常务委员会第一次会议通过《中国人民政治协商会议第九届全国委员会常务委员会关于设置专门委员会的决定》，依据《中国人民政治协商会议章程》第38条和《中国人民政治协商会议全国委员会专门委员会通则》的规定，决定设置9个专门委员会：提案委员会、经济委员会、人口资源环境委员会、教科文卫体委员会、社会和法制委员会、民族和宗教委员会、文史资料委员会、港澳台侨委员会、外事委员会。
2003年3月15日政协第十届全国委员会常务委员会第一次会议通过《中国人民政治协商会议第十届全国委员会常务委员会关于设置专门委员会的决定》，依据《中国人民政治协商会议章程》第三十九条的规定，中国人民政治协商会议第十届全国委员会设置9个专门委员会：提案委员会、经济委员会、人口资源环境委员会、教科文卫体委员会、社会和法制委员会、民族和宗教委员会、港澳台侨委员会、外事委员会、文史资料委员会。
2008年3月15日政协第十一届全国委员会常务委员会第一次会议通过《中国人民政治协商会议第十一届全国委员会常务委员会关于设置专门委员会的决定》，根据《中国人民政治协商会议章程》第三十九条的规定，中国人民政治协商会议第十一届全国委员会设置9个专门委员会：提案委员会、经济委员会、人口资源环境委员会、教科文卫体委员会、社会和法制委员会、民族和宗教委员会、港澳台侨委员会、外事委员会、文史和学习委员会。
2013年3月13日政协第十二届全国委员会常务委员会第一次会议通过《中国人民政治协商会议第十二届全国委员会常务委员会关于设置专门委员会的决定》，根据《中国人民政治协商会议章程》第三十九条的规定，中国人民政治协商会议第十二届全国委员会设置的9个专门委员会与第十一届相同。
2018年3月16日中国人民政治协商会议第十三届全国委员会常务委员会第一次会议通过《中国人民政治协商会议第十三届全国委员会常务委员会关于设置专门委员会的决定》，决定中国人民政治协商会议第十三届全国委员会设置10个专门委员会：提案委员会、经济委员会、农业和农村委员会、人口资源环境委员会、教科卫体委员会、社会和法制委员会、民族和宗教委员会、港澳台侨委员会、外事委员会、文化文史和学习委员会。

## 组织结构
2015年修订后的《中国人民政治协商会议全国委员会专门委员会通则》规定：
- 第十一条：“专门委员会的组成，应按照有利于联系各界、各方面人士，自愿、协商和便于组织经常性活动的原则，统筹安排。”
- 第十二条：“每届专门委员会的设立一般应在当届政协第一次常务委员会会议上确定。专门委员会的组成人员原则上为全体委员的30%左右，非中共委员要占一定比例。各专门委员会一般由50至100人组成，设主任1人，驻会副主任1人，副主任若干人。工作领域较宽的委员会可适当增加组成人员。”
- 第十三条：“专门委员会人选从政协全国委员会委员中产生，一般应具有相关工作经历和专业知识。人选由政协全国委员会秘书长会议提出，征得委员本人同意后，委员名单由主席会议审定，主任、副主任的任命由常务委员会决定。”“专门委员会组成人员需调整或增补时，按专门委员会产生程序办理。专门委员会主任会议对本委员会委员的调整或增补可提出建议。”
- 第十四条：“根据工作需要，专门委员会可采取适当方式邀请非本专门委员会的政协委员参加活动。”[6]

## 职责
人口资源环境委员会围绕涉及人口资源环境领域的重大战略性课题和关系人民群众切身利益的问题开展协商、调研、考察、重点提案督办等活动；根据全国政协年度协商工作安排，承办全国政协专题协商会、双周协商座谈会，参与承办专题议政性常委会议有关专题讨论会；举办中国人口资源环境发展态势分析会、生态文明贵阳国际论坛、“关注森林”等会议活动。

## 历届组成人员
- 中国人民政治协商会议第九届全国委员会人口资源环境委员会（主任：侯捷）
- 中国人民政治协商会议第十届全国委员会人口资源环境委员会（主任：陈邦柱）
- 中国人民政治协商会议第十一届全国委员会人口资源环境委员会（主任：张维庆）
- 中国人民政治协商会议第十二届全国委员会人口资源环境委员会（主任：贾治邦）
- 中国人民政治协商会议第十三届全国委员会人口资源环境委员会（主任：李伟）
- 中国人民政治协商会议第十四届全国委员会人口资源环境委员会（主任：车俊）